# Ohee
ohee! was een Vlaams jeugdweekblad dat tussen 1963 en 1977 door de krant Het Volk werd uitgegeven.

## Geschiedenis
Het eerste nummer verscheen op 13 april 1963. Na 628 nummers veranderde de naam van het weekblad in OHEE club Jeugdmagazine. 
Een uitgave van ohee! bevatte meestal een volledig stripverhaal; soms verscheen een verhaal in twee opeenvolgende uitgaven. In andere gevallen werd het oorspronkelijk verhaal soms met enkel bladzijden ingekort; de norm voor een ohee! was immers 40 bladzijden. 
De covers waren altijd in kleur, maar de inhoud zelf in zwart-wit. 
Het blad werd wegens budgetproblemen op 31 december 1977 opgedoekt.

## Lijst met stripreeksen die inohee!werden gepubliceerd
- Dag en Heidi - Jeff Broeckx
- De avonturen van Rudi - Willy Vandersteen en Karel Verschuere
- De daverende daden van Dees Dubbel en Cesar - Rik Clément
- Pits en Kaliber - Bob Mau
- Jack Dooley - Jean Van Riet
- Jan Knap - Rik Clément
- Kareltje Sprint, Bi-Bip en Bertje Kluizenaar - Jean-Pol
- Ketje en Co - Hurey
- Olivier, Roel Harding en Bert Crak - Karel Boumans
- Sandy - Lambil
- Serge"' - Jeff Broeckx
- Thomas Pips - Buth
- Zilverpijl - Frank Sels
- Daarnaast werden ook Jef Nys' stripbewerkingen van bekende katholieke heiligen in dit blad gepubliceerd, evenals vertalingen van strips uit de weekbladen Robbedoes en Kuifje.

## Bron
- KOUSEMAKER, Kees en Evelien, "Wordt Vervolgd- Stripleksikon der Lage Landen", Uitgeverij Het Spectrum, Utrecht, Antwerpen, 1979, blz. 183.